# Kellerwald

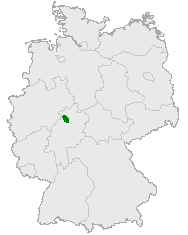
Posición del Kellerwald en Alemania.

El Kellerwald es una cadena montañosa de Alemania que forma parte del Rheinisches Schiefergebirge, con el Wüstegarten (675 m s. n. m.) como su cumbre más alta. 

## Localización
El Kellerwald se encuentra en el norte del estado federado de Hesse, a unos 40 km al suroeste de la ciudad de Kassel en los distritos de Waldeck-Frankenberg y Schwalm-Eder. Su parte septentrional forma el parque nacional Kellerwald-Edersee, el único parque nacional de Hesse.

### Montañas
- Wüstegarten (675 m) − con mirador

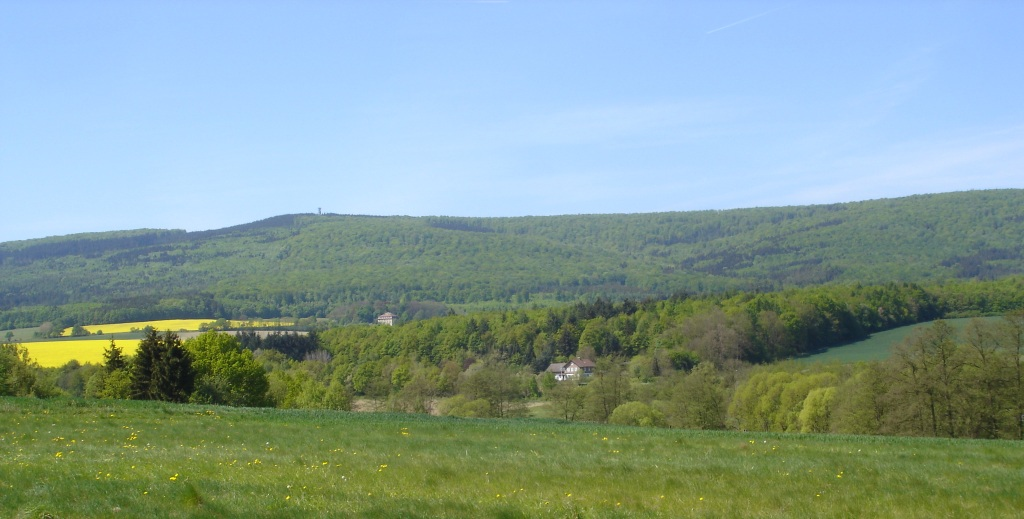
El Wüstegarten (675 m), la cumbre más alta del Kellerwald.

- Hohes Lohr (657 m) − con torre de televisión
- Große Aschkoppe (640 m)
- Hunsrück (636 m)
- Traddelkopf (626 m) − cumbre más alta en el parque nacional Kellerwald-Edersee
- Winterberg (617 m)
- Auenberg (611 m)
- Kl. Aschkoppe (607 m)
- Ahornkopf (604 m)
- Dicker Kopf (604 m)

### Ríos
- Eder (177 km)
- Gilsa
- Urff
- Wesebach
- Wilde
- Wohra (35 km)